# Сан-Жуан-да-Корвейра
Сан-Жуан-да-Корвейра (порт. São João da Corveira)  —  район (фрегезия) в Португалии,  входит в округ Вила-Реал. Является составной частью муниципалитета  Валпасуш. По старому административному делению входил в провинцию Траз-уж-Монтиш и Алту-Дору. Входит в экономико-статистический  субрегион Алту-Траз-уш-Монтеш, который входит в Северный регион. Население составляет 721 человек на 2001 год. Занимает площадь 14,30 км².